# 安德尔
安德尔（法語：Indre，法語發音：[ɛ̃dʁ] ⓘ）是法国大西洋卢瓦尔省的一个市镇，位于该省中部，属于南特区和南特都会区，其市镇面积为4.72平方公里，2022年1月1日时人口数量为4,172人。
安德尔是南特都会区的组成部分，位于南特市区西侧，卢瓦尔河两岸，距离南特市区大约8公里。

## 行政
安德尔的邮政编码为44610，INSEE市镇编码为44074。

## 地理

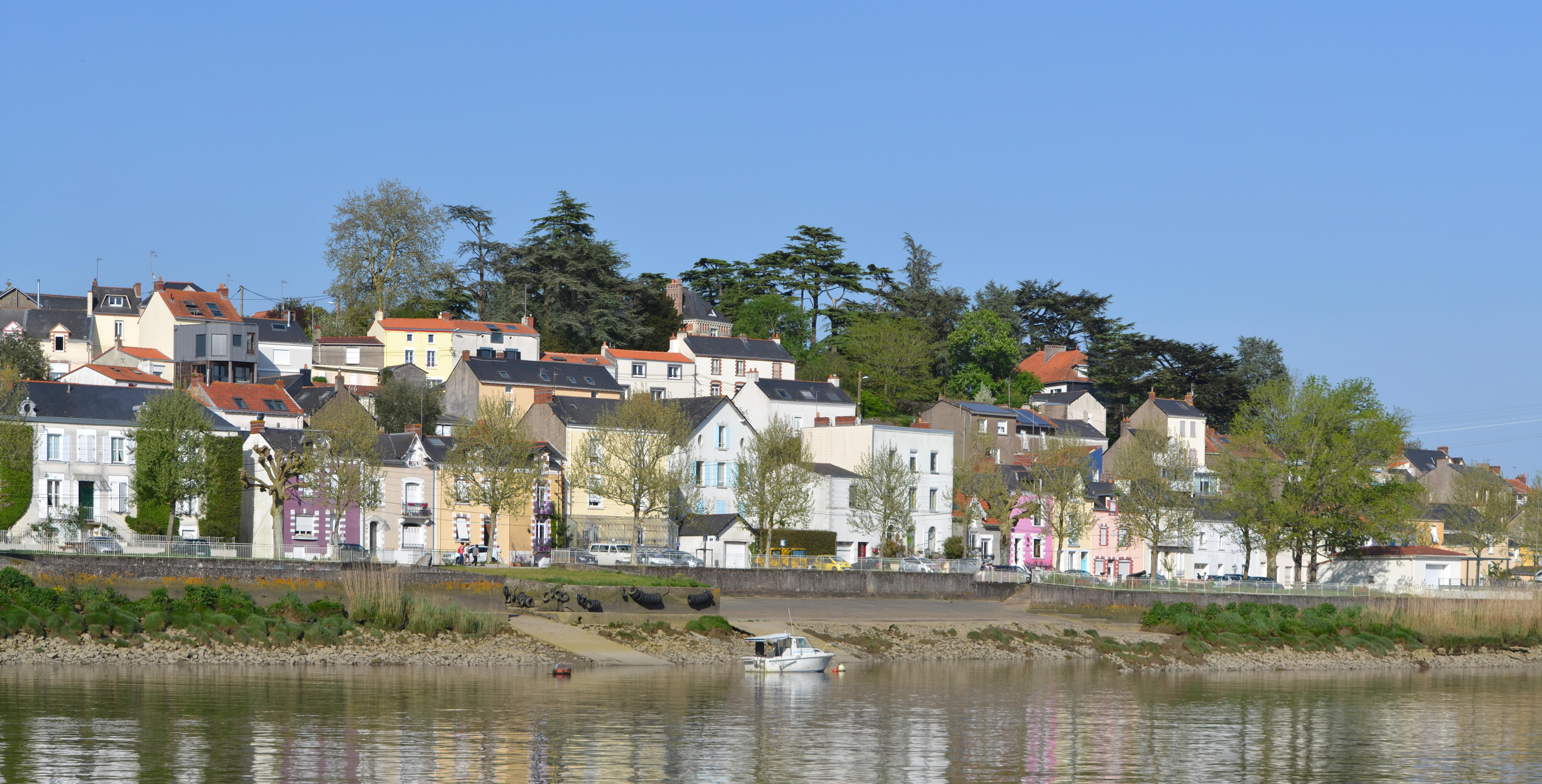
安德尔民居

安德尔（47°11'55"N, 1°40'16"W）位于法国西部，卢瓦尔河地区大区西部和大西洋卢瓦尔省中部。
与安德尔接壤的市镇包括：库埃龙、布格奈、拉蒙塔涅、聖埃爾布蘭、圣让德布瓦索。
安德尔境内地势平坦，海拔在0至26米之间。
安德尔位于卢瓦尔河干流两岸，宽度约300米，通过轮渡连接。
按照柯本气候分类法，安德尔属于较为典型的温带海洋性气候，全年温差较小，降水分布均匀。

## 历史
1777年，安德尔境内建立了安德雷皇家海洋造船厂，工业革命时期成为卢瓦尔河口地区重要的工业市镇，20世纪后逐渐发展成为南特西郊的一个卫星城。

## 交通
大西洋卢瓦尔省省道D75线和D107线经过安德尔境内，卢瓦尔河上有轮渡连接两岸。南特公交50路、81路和E3线经过安德尔境内并设有站点。
图尔－圣纳泽尔铁路途径相邻的圣埃尔布兰境内并设有下安德尔-圣埃尔布兰站，停靠往返于南特和圣纳泽尔之间的区域列车。

## 人口
| 年份   | 1936  | 1946  | 1954  | 1962  | 1968  | 1975  | 1982  | 1990  | 1999  | 2006  | 2011  | 2016  | 2017  |
| ------ | ----- | ----- | ----- | ----- | ----- | ----- | ----- | ----- | ----- | ----- | ----- | ----- | ----- |
| 人口數 | 4,244 | 4,477 | 4,571 | 4,625 | 4,286 | 3,709 | 3,513 | 3,262 | 3,641 | 3,688 | 4,026 | 3,915 | 3,969 |